# Droga wojewódzka nr 904
Droga wojewódzka nr 904 (DW904) – droga wojewódzka o długości 17,7 km łącząca DK46 z Blachowni, do DK91 w Kolonii Poczesnej.
Droga w całości biegnie na terenie powiatu częstochowskiego.

## Miejscowości leżące przy trasie DW904
- Blachownia
- Konopiska
- Rększowice
- Nierada
- Michałów
- Bargły
- Kolonia Poczesna